# ビジネス・ソフトウェア・アライアンス
ビジネス ソフトウェア アライアンス (BSA) は、ビジネスソフトウェア産業の継続的な成長促進のための、「教育啓発」「政策提言」「権利保護支援」活動を行っている非営利団体である。世界80カ所以上の国や地域においてグローバルな活動を展開しており、本部はアメリカ合衆国ワシントンD.C.にある。

## 概要
コンピュータやコミュニケーション技術、さらにはインターネットやクラウドなどの普及・進化に伴い、ビジネス用コンピュータソフトウェア産業は拡大を続け、世界中の国家経済や社会の発展を支えるようになった。ビジネスソフトウェア産業から生み出されるコンピュータプログラムの著作権保護は、世界経済や社会を維持成長させる上で、必要不可欠な活動となっている。
その権利保護活動を行う目的で設立されたのがBSAであり、業界を代表する大手ベンダーらがメンバーとして参加している。1988年にアメリカ合衆国で設立され、日本で活動が開始されたのは1992年。世界最大のソフトウェア業界団体として、世界80カ所以上の国家や地域において、世界的な活動をしているところに特徴がある。

## 沿革
- 1988年 - アメリカ合衆国で設立
- 1992年 - 日本で活動開始
- 1994年 - 違法コピー「ホットライン」による謝礼金キャンペーンを実施
- 1997年 - 電子メールによる違法コピー情報の受付を開始
- 1998年 - JPSA、 ACCS、 BSA ソフトウェア産業の日本経済への貢献とコンピュータ・ソフトウェアの知的所有権保護の重要性をアピール
- 2000年 - BSAおよびACCS ソフトウェアの違法コピー撲滅キャンペーンTVCMを4月1日より展開
- 2003年 - 日本でインターネット上の違法コピーパトロールを開始
- 2004年 - 第1回 世界ソフトウェア違法コピー調査の結果を発表
- 2004年 - 企業のソフトウェア管理の開始をサポート
- 2006年 - 業界単位でのソフトウェア棚卸し支援に注力
- 2008年 - 企業向けにソフトウェア資産管理構築支援キャンペーンを実施
- 2008年 - 違法コピーの情報提供が544件の通報件数となり、3年前の約3倍を記録
- 2011年 - 関東地方所在のコンピュータソフト企画制作会社と世界最高額の約4億4千万円で和解

## 活動
BSAは「教育啓発」「政策提言」「権利保護支援」を柱に活動を展開している。
教育啓発
教育啓発としては、セミナーの開催・講師の派遣・資料提供・および日本語Web サイト「BSA eラーニングサービス」を運営している。
「BSA eラーニングサービス」は一般公開版と社内研修用があり、後者は習熟度のテストや受講生の管理機能も用意されている。「クラウドコンピューティングの基礎と課題」というコンテンツも提供し、クラウドの形態・サービス・政策的課題を学ぶことができる内容となっている。
政策提言
政策提言では、関係省庁との会合・会談や政策立案時のパブリックコメントを提出している。
2004年からは世界ソフトウェア違法コピー調査の結果を発表し、2011年5月には第8回目の調査結果が発表され、日本の違法コピー率は20％と世界でもっとも低いものの、損害額では約1,431億円と10番目の被害額だったとしている。
権利保護支援
権利保護支援では、違法コピーに関する情報提供窓口の開設やインターネット上での違法コピーのパトロール活動・訴訟提起支援のほか、刑事事件の捜査協力を行なっていると推測される。
BSAへの通報を元に行われた摘発事例は多く、2011年9月には関東地方所在のコンピュータソフト企画制作会社と和解が成立した、とBSAのウェブサイトでは公表されている。その損害賠償金額は4億4千万円で、世界最高額であったことから話題となった。

### 組織内不正コピーの情報提供
ソフトウェアレンタル、海賊版・偽造版、販売店による違法インストールなど、不正コピーには様々な形態があるが、もっとも一般的で大量に違法コピーが行なわれる例の典型が「組織内不正コピー」である。文字どおり、企業や学校・病院・自治体などといった組織内で行われる不正コピーである。この組織内不正コピーを発見するのは、組織の内部に居る人間でなければ難しい。不正コピーの規模としては、組織ぐるみの大規模なものから個人レベルでの小規模なものまで、広範囲に行われている。このためBSAでは、1994年から「ホットライン」を設け、不正コピーの内部告発を広く呼びかけている。
BSAウェブサイト上の「情報提供者の個人情報保護について」によれば、情報提供者の個人情報はBSAメンバー企業が委任した弁護士が厳重に管理し、情報提供者の事前の許諾なしにBSAメンバー企業を含む第三者に開示することは一切ない、としている。また、ウェブサイトには情報提供者には謝礼金が進呈される旨の記載もある。謝礼金概要についても、情報提供がされている。なお、アドビシステムズ、マイクロソフトの製品に関しては謝礼金の対象外である。

### ソフトウェア資産管理（SAM）の啓発
組織内違法コピーの撲滅に向けて、BSAはソフトウェア資産管理（SAM）の普及に注力しており、これもBSAの活動を特徴付けている。速やかな導入のためのツールやテンプレートを用意しており、全国各地でセミナーを開催している。
組織やソフトウェア本数が大きくなると、社内でソフトウェアのライセンス管理や違法コピーを発見することも、手作業では大変な手間がかかるだけでなく、その精度にも不安が出てくる。そこでBSAが推奨するのが、SAMの導入である。これも漫然と導入するだけでは精度の維持が困難となるため、導入サポートから運用システムの構築まで、きめ細かく支援している。
違法コピーが摘発されると、企業にとっては金銭的な痛手は元より、報道の内容によっては顧客からの信用獲得が極めて難しくなる。適正なソフトウェア資産管理は、コンプライアンスの徹底はもちろん、セキュリティの維持・IT資産管理の実現・適切なライセンス購入によるコスト削減といったメリットも期待できる。

## メンバー企業
| - アドビシステムズ - アジレント・テクノロジー - Apple - オートデスク - ベントレー・システムズ - CAテクノロジーズ - ケイデンス・デザイン・システムズ - シスコシステムズ - コーレル - サイバーリンク - ダッソー・システムズ・ソリッドワークス・コーポレーション | - デル - エンバカデロ - フロントラインPCBソリューションズ - ヒューレット・パッカード - IBM - インテル - インチュート - マカフィー - マイクロソフト - マインドジェット - ミニタブ - ネッドグラフィックス | - PTC - クォーク - クエスト・ソフトウェア - ロゼッタストーン - SAP AG - シーメンス - SPSS - サイベース - シマンテック - シノプシス - テクラ - ジ・マスワークス |